# Михайлове чудо
Чудо Архистратига Михаїла в Хонах — одне з найвідоміших церковних неперехідних свят, щороку святкується 6 вересня. У цей день віряни вшановують одного з головних у християнстві ангелів — архангела Михаїла.

## Історія Свята
У III—IV століттях місцевість у Ромейській Імперії, де знаходилися населені людьми пункти Колоси та Гієраполіс за релігійним складом населення складалася з християн та язичників. У III—IV століттях у місті Колоси у місцевого християнина захворіла дочка. Щоб урятувати дочку, місцевий християнин помолився Архангелу Михаїлу, попросивши у нього зцілення дочки. Дочка була зцілена. У вдячність за це місцевий християнин збудував Церкву імені Архангела Михаїла у місті Колоси. У У III—IV століттях у цій Церкві почав служити паламарем Святий Архип. Служив він паламарем 60 років свого життя. Архип був активним проповідником Християнства у своєму реґіоні, що викликало негативну реакцію у місцевих язичників. Ними було вирішено ліквідувати Церкву імені Архангела Михаїла у місті Колоси. Для цього вони створили канал між місцевими річками. Передбачалося, що вода піде прямо на Церкву та знесе культову споруду. Проте Святий Архип почав молитися Архангелу Михаїлу і вода оминула Церкву імені Архангела Михаїла у місті Колоси.

## Шанування
У пам'ять про дану подію Християнська Церква установила її Шанування на 6 вересня.

## Зауваження
1. ↑  Деякими православними церквами святкується 6 (19) вересня за юліанським календарем, зокрема Єрусалимською, Російською, Сербською, Грузинською, Польською і Македонською православними церквами.